# James Kenneth McLay

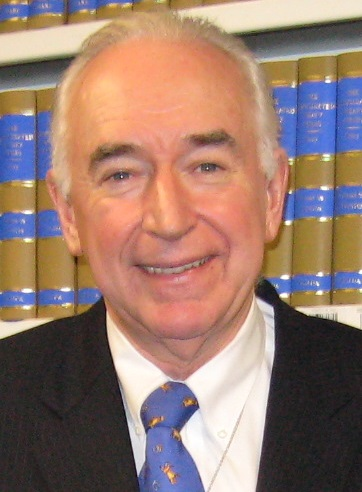
James Kenneth McLay
(22. Dezember 2009)

Sir James Kenneth McLay, Q.S.O, CNZM, KNZM (* 21. Februar 1945 in Pentlands, Devonport, Auckland, Neuseeland), in der Öffentlichkeit auch als Jim McLay bekannt, ist ein neuseeländischer Politiker und Diplomat der New Zealand National Party.

## Leben
James Kenneth McLay wurde am 21. Februar 1945 als Sohn von Robert McLay und seiner Frau Joyce in Devonport, einem Stadtteil von Auckland geboren. Er besuchte das Kings College und nach seinem Abschluss dort die University of Auckland, wo er Jura studierte und mit einem Bachelor of Law abschloss. Anschließend ging er zur New Zealand Army, die er 1970 als Offizier verließ. 1971 eröffnete er seine eigene Anwaltskanzlei.

## Politische Laufbahn
McLay gewann im Jahr 1975 mit dem Wahlkreis Birkenhead in Auckland erstmals einen Sitz im neuseeländischen Repräsentantenhaus. 1978 trat er bereits in die Regierung von Robert Muldoon ein und übernahm die Position des Attorney General und wurde gleichzeitig Justizminister des Landes. Mit 39 Jahren war damit seinerzeit das jüngste Mitglied im Kabinett. Kurz vor dem Ende der Regierung Muldoons wurde McLay am 15. März 1984 zum stellvertretenden Premierminister ernannt und zum stellvertretenden Parteiführer der National Party gewählt.
Nachdem seine Partei nach den Parlamentswahlen im Juli 1984 die Regierungsmacht an die New Zealand Labour Party abgeben musste und Robert Muldoon den Parteivorsitz zur Verfügung stelle, kandidierte McLay am 29. November 1964 erfolgreich für die Position der Parteiführung und ging als Oppositionsführer zurück ins Parlament. Des Weiteren übernahm er die Rolle als Sprecher für den Bereich Justiz seiner Partei.
Im April 1986 verlor McLay in einer Blitzabstimmung seine Führungsrolle an seinen Stellvertreter Jim Bolger. Im September 1986 kündigte McLay dann an zur nächsten Parlamentswahl für seine Partei nicht mehr antreten zu wollen.

## Geschäftsmann
Nach dem Ende seiner politischen Karriere in seiner Partei begann McLay sich als Geschäftsmann zu betätigen und nahm verschiedene Führungsaufgaben wahr. So war er Vorsitzender verschiedener neuseeländischer Unternehmen, wie zum Beispiel der Macquarie Group Holdings New Zealand, von 1998 bis 2009 Vorsitzender der Project Manukau Audit Group, Gründer und von 2005 bis 2006 der Vorsitzende des New Zealand Council for Infrastructure Development und zahlreichen weiteren Unternehmen.

## Laufbahn als Diplomat
Von 1994 bis zum Jahr 2002 vertrat McLay sein Land in der Internationalen Walfangkommission.
Im Juni 2009 übernahm McLay eine diplomatische Aufgabe als Repräsentant Neuseelands bei den Vereinten Nationen und erreichte im Jahr 2014, dass Neuseeland einen Sitz im United Nations Security Council bekam. Nach sechs Jahren diplomatischer Arbeit in der UN verließ McLay im Mai 2015 die Organisation und ging als Generalkonsul im Mai 2016 nach Hawaii.

## Auszeichnungen
- 1987 – The Queen’s Service Order for Public Services (13. Juni 1987)[10]
- 2003 – wurde ihm zu Ehren mit dem McLay-Gletscher ein Gletscher in der Antarktis nach ihm benannt.[11]
- 2003 – New Zealand Order of Merit, Companion of the New Zealand Order of Merit (CNZM)
- 2015 – New Zealand Order of Merit, Knight Companion of the New Zealand Order of Merit (KNZM)

## Familie
McLay heiratete im Oktober 1983 Marcy Farden in Ottawa, Kanada.